# Cambre
Cambre település Spanyolországban, A Coruña tartományban. Cambre Oleiros, Sada, Galicia, Bergondo, Abegondo, Carral és Culleredo községekkel határos. Lakosainak száma 24 781 fő (2024).

## Népesség
A település népessége az utóbbi években az alábbiak szerint változott:
| Lakosok száma | 18 691 | 20 919 | 22 092 | 23 231 | 23 649 | 24 029 | 24 141 | 24 648 | 24 616 | 24 781 |
|               | 2001   | 2004   | 2006   | 2009   | 2011   | 2014   | 2016   | 2019   | 2021   | 2024   |